# Trematodon heterophyllus
Trematodon heterophyllus är en bladmossart som beskrevs av C. Müller in Brotherus 1895. Trematodon heterophyllus ingår i släktet tranmossor, och familjen Bruchiaceae. Inga underarter finns listade i Catalogue of Life.